# William Smith (polític)
William Smith (Clapham, 22 de setembre de 1756 - Londres, 31 de maig de 1835) va ser un polític anglès, parlamentari durant diverses legislatures. Com a dissident anglès, la seva activitat pública va permetre que aquesta minoria religiosa obtingués drets polítics. Va ser amic i col·laborador del polític abolicionista William Wilberforce i membre de la secta de Clapham de reformistes socials. Va participar de forma decisiva en moltes de les campanyes de la seva època a favor de l'abolició de l'esclavitud, la justícia social i la reforma del sistema carcerari. Va tenir una llarga carrera com a reformista polític i social i va recolzar diverses accions filantròpiques. Va ser l'avi patern de la pionera de la infermeria Florence Nightingale.

## Primers anys
Va néixer l'any 1756 a Clapham (en aquells dies una vila al sud de Londres). Els seus pares assistien a una capella independent i va ser educat a l'acadèmia dissident de Daventry fins a 1772, on va rebre la influència dels unitaris. Va col·laborar en la tenda de comestibles propietat de la seva família de la qual es va convertir en soci en 1777.
El 12 de setembre de 1781 es va casar amb Frances Coape (1758 - 1840), filla dels dissidents John i Hannah Coape. Va continuar vivint prop del negoci familiar i després es va mudar a Eagle House a Clapham Common, al sud de Londres. La seva filla, Frances Smith, es va casar amb William Nightingale i va ser la mare de Florence Nightingale. D'acord amb registres a la Biblioteca de la Universitat de Cambridge, van tenir quatre fills més: Joanna Maria (1791–1884), Julia, Anne i Patty. I d'acord amb el Dictionary of National Biography, 1885-1900, també van tenir cinc fills. Un d'ells va ser el polític whig Benjamin Smith, pare de l'explorador Benjamin Leigh Smith i de Barbara Bodichon, fundadora del Girton College.

## Activitat parlamentària
L'any 1782 es va unir a la Society for Constitutional Information. Va recolzar al partit whig mentre va estar a l'oposició. L'any 1784 va ser triat parlamentari pel districte electoral de Sudbury a Suffolk. El 1790 va perdre el seu seient per Sudbury i el gener de 1791 va ser triat parlamentari pel districte de Camelford, Cornualla. El 1796 va tornar a ser triat per Sudbury i en les eleccions generals de 1802 va acceptar la invitació dels radicals per postular-se pel districte electoral de Norwich. Va ser derrotat a les eleccions generals de 1806, malgrat que el partit Whig va guanyar i va formar govern sota el mandat de Lord Grenville. Smith va tornar al parlament en les eleccions de 1807, 1812, 1818, 1820 i 1826, retirant-se de l'activitat parlamentària després de la dissolució del 24 de juliol de 1830. Es va convertir en un popular portaveu radical per Norwich, conegut per ser lloc de reunió de dissidents i radicals de diverses tendències.

## Unitarisme
Va mantenir fortes conviccions cristianes dissidents. Atès que la doctrina unitària nega la Trinitat, un dogma central de la doctrina de l'Església d'Anglaterra, com a unitari es va abstenir d'accedir als Grans Càrrecs d'Estat del sistema parlamentari britànic (Great Offices of State).
Va tenir un rol fonamental als grans debats parlamentaris de la seva època sobre llibertat de religió, incloent les demandes dissidents pel rebuig de les Test Acts i la Corporation Act de 1661 (per primera vegada des dels anys 1730). A pesar que aquests reclams no van tenir èxit el 1787, van ser reiterats l'any 1789. Quan Charles James Fox va presentar una proposta de llei per al reconeixement del antitrinitarisme al maig de 1792, Smith va recolzar a la Societat Unitària i va declarar públicament el seu compromís amb aquesta causa. En aquest mateix any va ser un dels membres fundadors de la «Society for the Abolition of the Slave Trade» (Societat per a l'abolició del comerç d'esclaus) i de la «Friends of the People Society» (Societat d'amics del Poble). L'any 1813 va desafiar a l'església establerta i va ser responsable per l'èxit de l'Acta Trinitaria de 1813, coneguda com la «Proposta de Llei de William Smith» (Mr William Smith's Bill) que per primera vegada legalitzava la pràctica de l'unitarisme. Va ser membre de la capella dissident d'Essex Street.

## Abolicionisme
Al juny de 1787 va ser un dels primers a recolzar l'abolició de l'esclavitud i es va convertir en portaveu de la causa. A l'abril del 1780 va assistir a William Wilberforce al debat pel comerç d'esclaus. Mentre va estar fora del parlament va donar el seu suport al abolicionisme escrivint en 1807 un pamflet titulat A Letter to William Wilberforce, on va resumir els arguments en favor de l'abolició. Quan el comerç va ser prohibit, va dirigir la seva atenció a l'alliberament dels qui ja eren esclaus. L'any 1823, juntament amb Zachary Macaulay, va ajudar a fundar la «London Society for the Abolition of Slavery in our Colonies» (Societat Londinenca per a l'abolició de l'esclavitud en les nostres Colònies), donant un nou pas en la lluita per l'erradicació de l'esclavitud.

## Revolució francesa
Almenys al principi i igual que molts polítics dissidents, va simpatitzar amb el moviment revolucionari francès. Va visitar París el 1790 i va assistir a les celebracions pel 14 de juliol, registrant per escrit les seves reaccions als esdeveniments dels quals va ser testimoni. L'abril del 1791 va defensar públicament els objectius i principis de la recentment formada Unitarian Society, inclòs el seu suport a la llibertat guanyada pel poble francès (en el marc de la controvèrsia per la Revolució francesa). Per declaracions d'aquest tipus, es va guanyar una reputació de polític radical, fins i tot de jacobí.
A causa dels seus múltiples contactes de negocis i d'amistat a París, més d'una vegada va ser convocat pel govern per actuar com a vincle amb el govern francès. L'any 1792 va organitzar diverses trobades entre William Pitt (el Jove) i Hugues-Bernard Maret (duc de Bassano), ministre d'exteriors de Napoleó Bonaparte, en un intent d'evitar la guerra.

## Últims anys
L'any 1806 va ser triat membre de la Royal Society com «un cavaller molt versat en diverses branques del coneixement natural» («a Gentleman well versed in various branches of Natural Knowledge»).
Va aconseguir de veure el triomf al parlament de dos de les majors lluites de la seva vida política: el rebuig de les Test Acts de 1828 i l'Acta d'abolició de l'esclavitud de 1833. Va morir a Londres el 18 de maig de 1835.